# Soyouz MS-08
Soyouz MS-08 (en russe : Союз МС-08) est une mission spatiale qui a été lancée le 21 mars 2018 avec un lanceur homonyme, et s'est terminée le 4 octobre 2018. 
Le vaisseau transporte le commandant russe du Soyouz Oleg Artemiev ainsi que les américains Andrew "Drew" Feustel (commandant l'Expédition 56) et Richard R. Arnold vers la Station spatiale internationale (ISS) afin de participer aux expéditions 55 et 56 de l'ISS.

## Équipage

### Principal
- Commandant : Oleg Artemyev (2),  Russie
- Ingénieur de vol 1 : Andrew Feustel (3),  États-Unis
- Ingénieur de vol 2 : Richard R. Arnold (2),  États-Unis

Le chiffre entre parenthèses indique le nombre de vols spatiaux effectués par l'astronaute, Soyouz MS-08 inclus,.

### Réserve
- Commandant : Alekseï Ovtchinine,  Russie
- Ingénieur de vol 1 : Nick Hague,  États-Unis

## Déroulement de la mission
Le vaisseau a décollé le 21 mars au sommet d'un lanceur russe Soyouz depuis le cosmodrome de Baïkonour. Il a rejoint deux jours plus tard l'ISS.

## Galerie

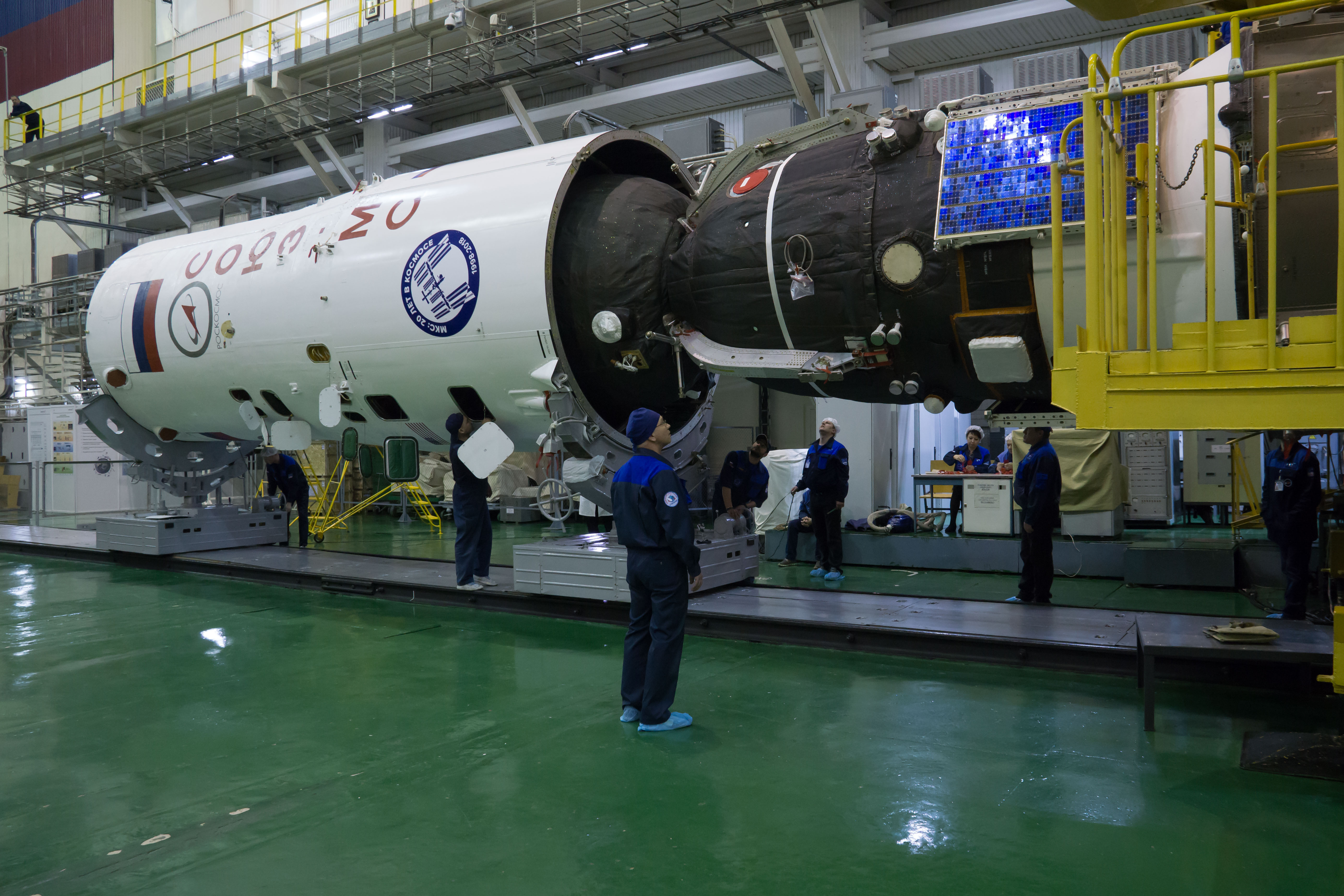
Le vaisseau lors de la mise sous coiffe.
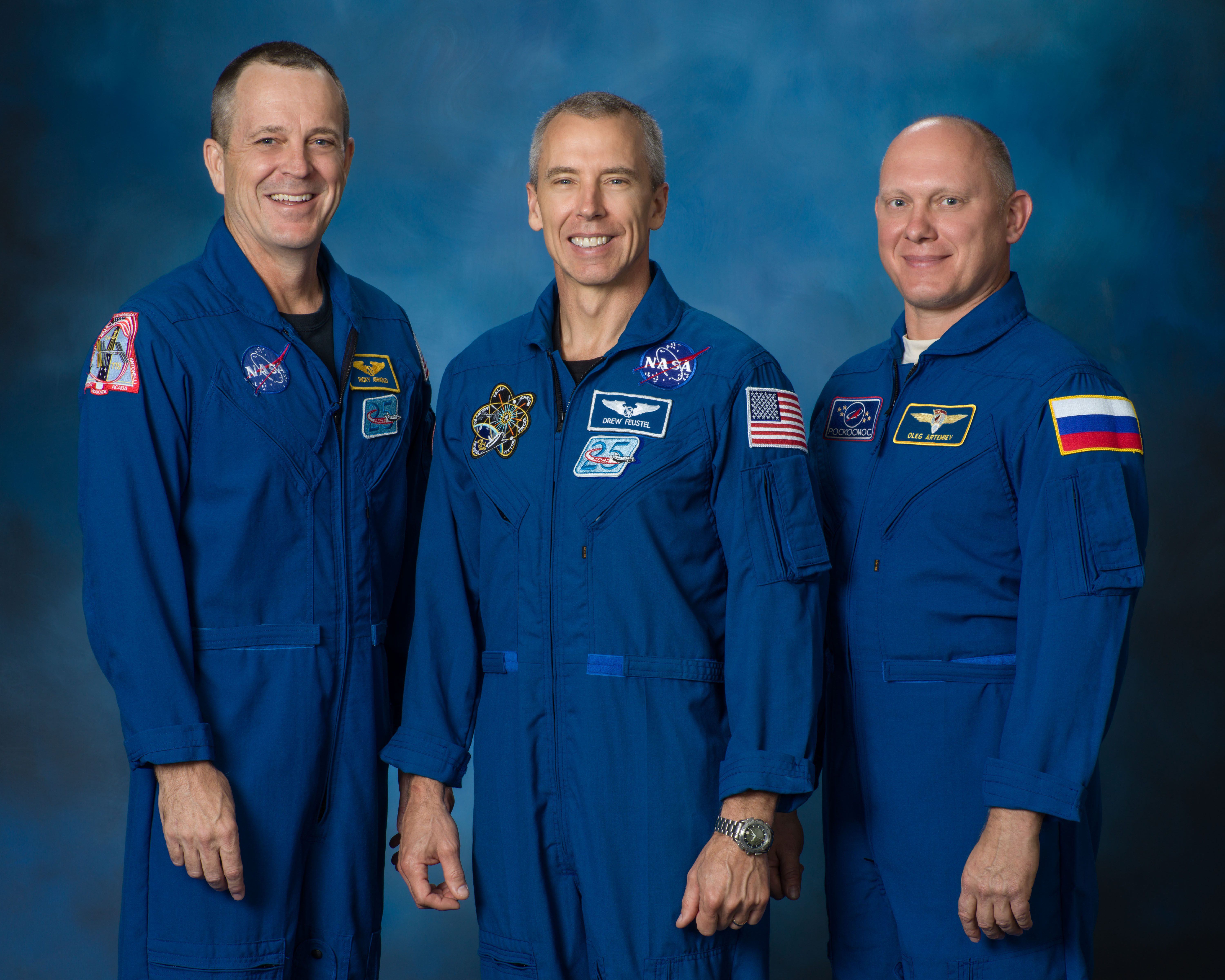
L'équipage
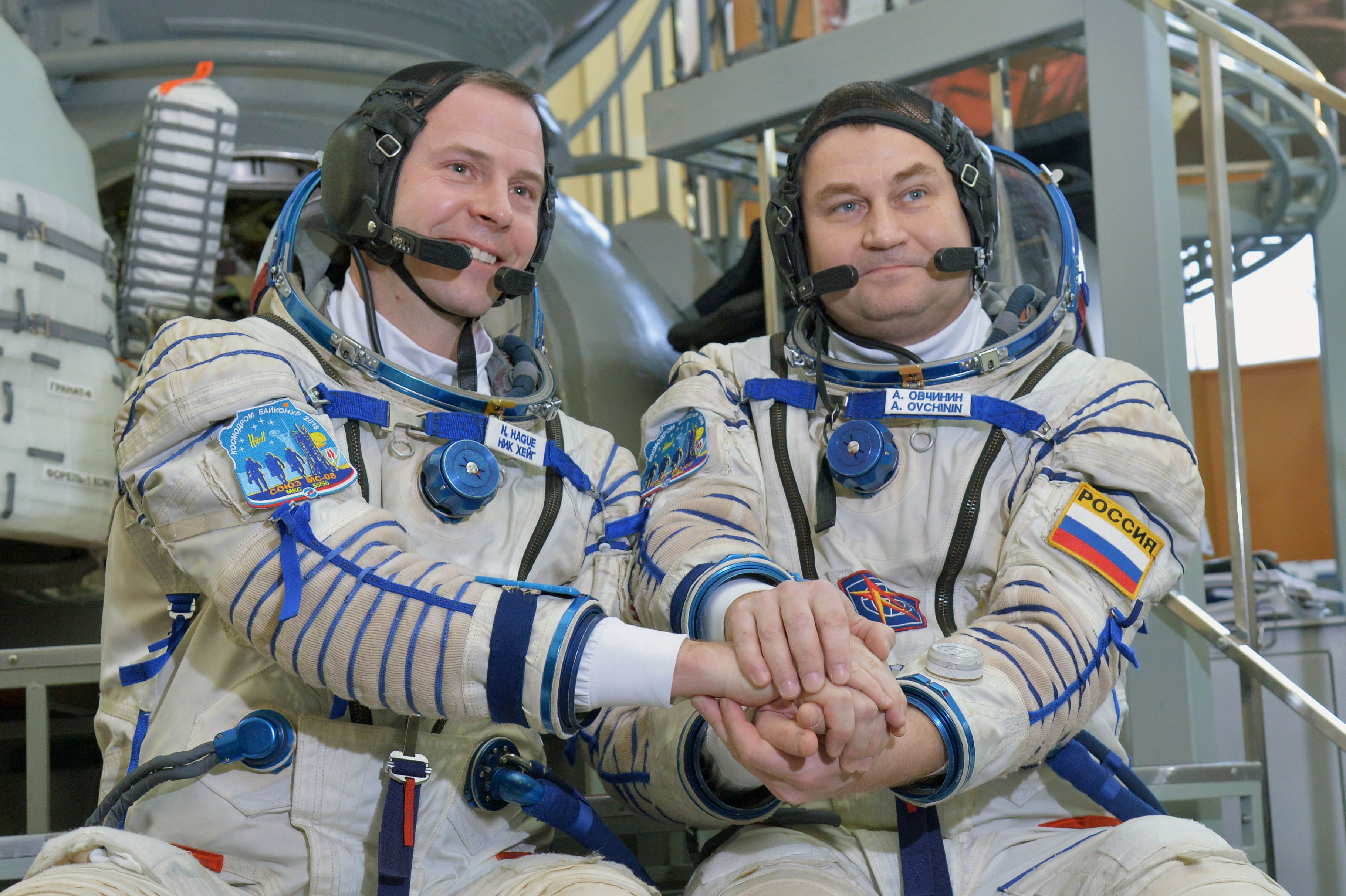
L'équipage doublure
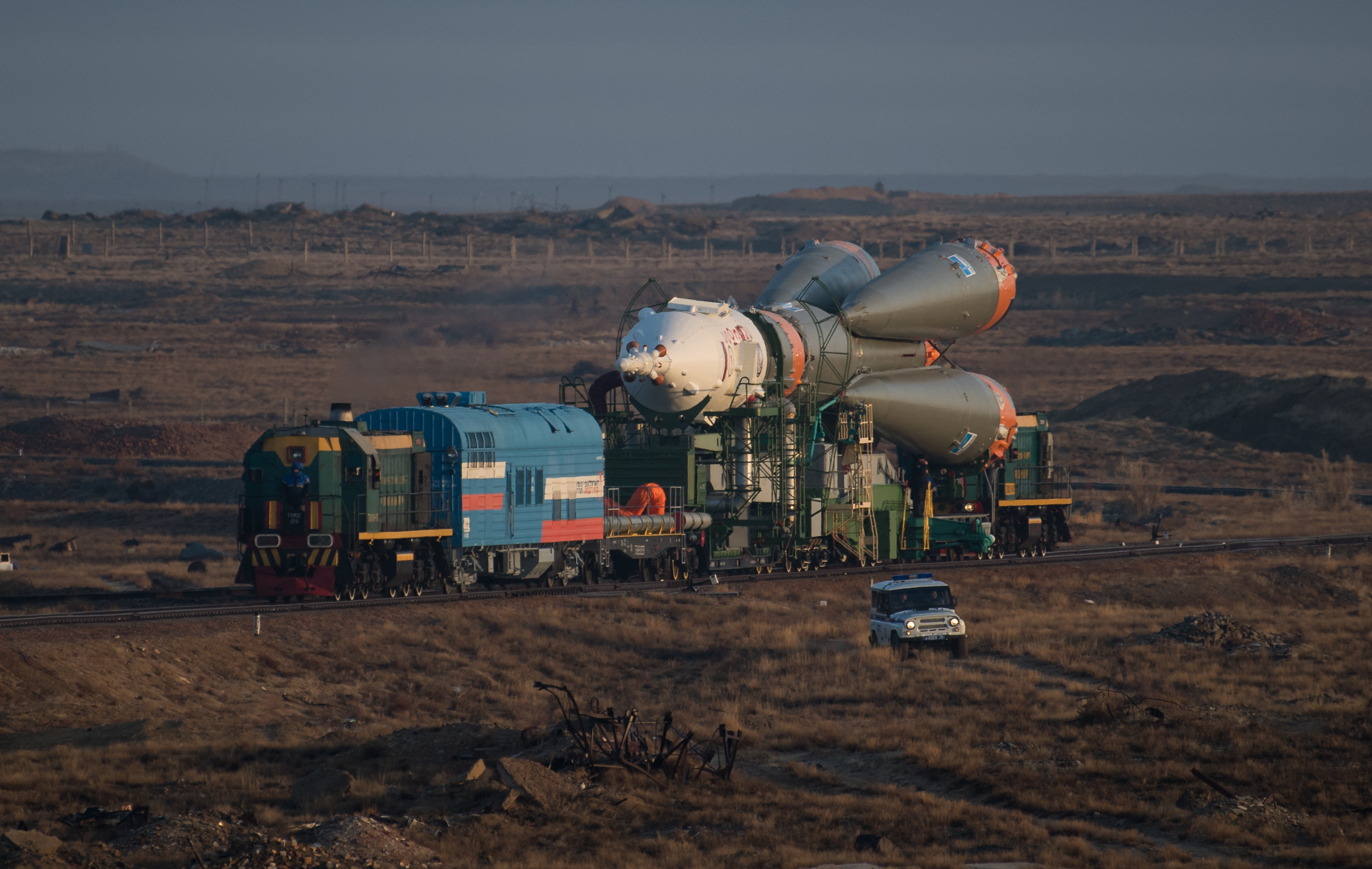
Le "rollout" du lanceur.
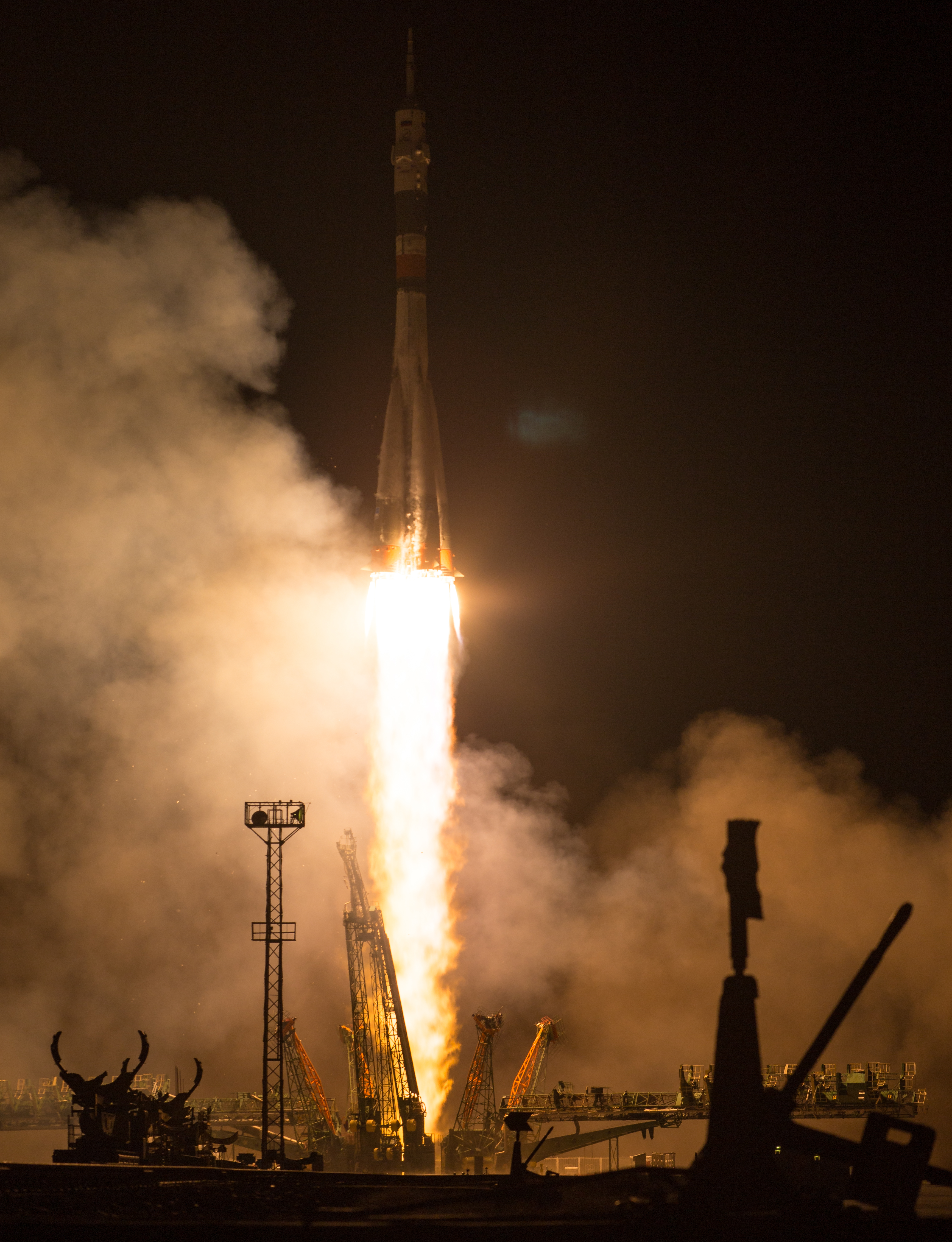
Le décollage
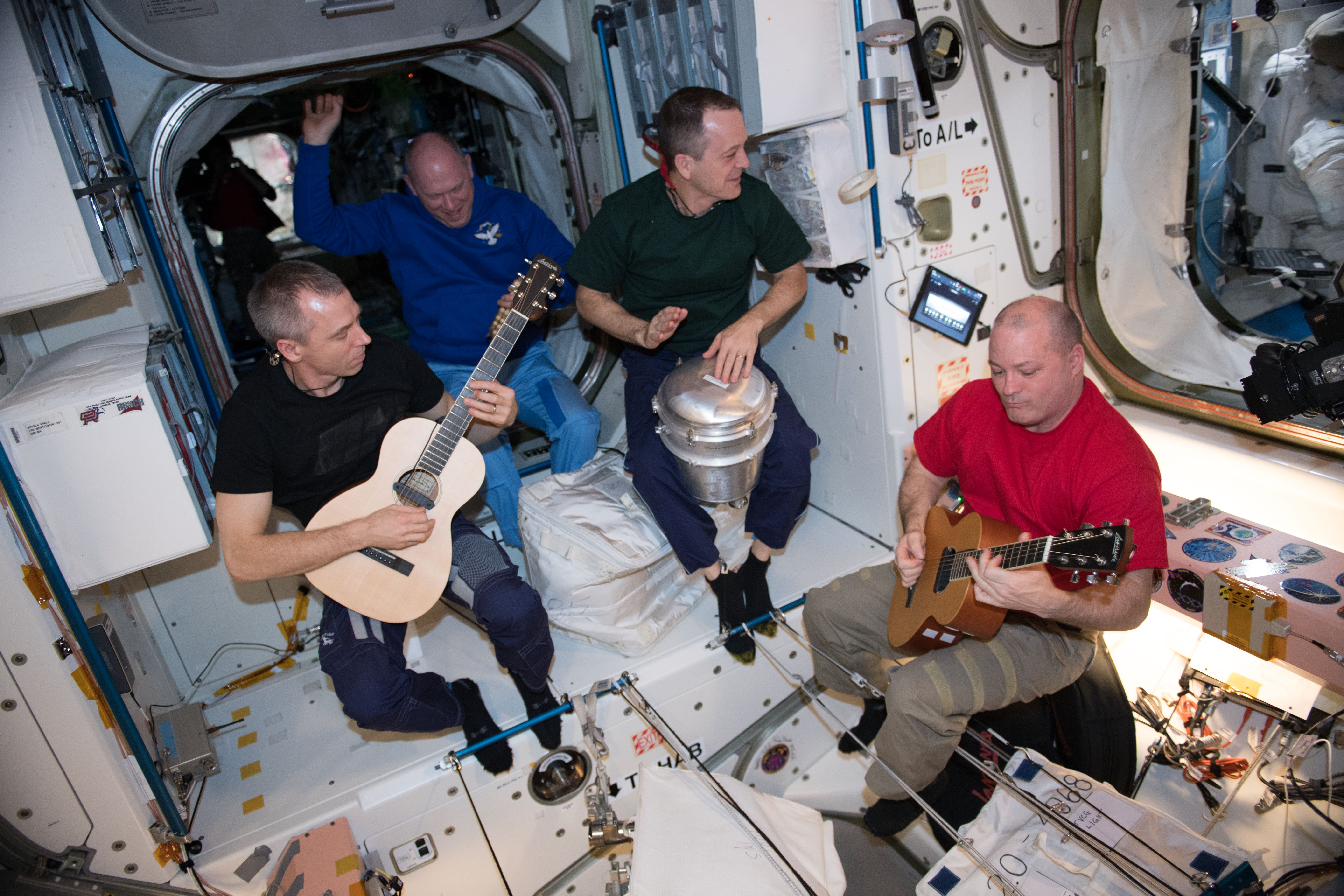
Feustel, Artemiev et Arnold avec Scott Tingle lors d'un concert improvisé dans l'ISS.